# Ленц, Родольфо
Рудольф Ленц Данцигер (нем. Rudolf Lenz Danziger), более известный как Родольфо Ленц (исп. Rodolfo Lenz; 10 сентября 1863, Галле, Саксония — 7 сентября 1938, Сантьяго) — натурализованный чилийский филолог, лингвист, лексикограф и фольклорист немецкого происхождения.

## Биография
По происхождению немец из Галле. Получал среднее образование в Бремене, Бреслау, Кёльне и Меце, где выучил (в том числе самостоятельно) латынь, греческий, французский, английский, иврит и итальянский язык. Начал изучать филологию в 1882 году в Боннском университете, чередуя с учёбой в Берлинском университете у профессоров Венделина Ферстера и Адольфа Тоблера соответственно. Степень доктора философии получил в Бонне в 1886 году. В Берлине он изучил греческий, арабский и русский языки. Всего он говорил на тринадцати языках.

### Прибытие в Чили
Ленц прибыл в Чили в январе 1890 года, нанятый правительством Хосе Мануэля Бальмаседа для преподавания в Педагогическом институте Чилийского университета в Сантьяго. Его приезд в Чили стал важным событием в истории изучения испанского языка в этой стране. Он был временным ректором прикладного лицея с 1906 по 1907 год при Педагогическом институте Чилийского университета, в 1922 году — ректором самого института. Он заведовал кафедрами арауканистики и лингвистики в Чилийском университете. Он также заложил преподавание английского и французского языков в педагогическом институте.

## Научная деятельность
Ленц выделился на рубеже XIX—XX веков многочисленными исследованиями в области сравнительного языкознания, этнологии и фольклора. С 1909 года был одним из создателей и первым председателем Общества чилийского фольклора; в 1913—1915 годах — председателем Чилийского общества истории и географии. Помимо лингвистических исследований (фундаментальным в этом смысле было его «Предложение и его части» 1920 года, где он предложил психологически обоснованную грамматику, основанную на теории Вильгельма Вундта), он писал многочисленные статьи на разнообразную тематику для «Анналов университета Чили» (Anales de la Universidad de Chile).
С именем Ленца связано становление испано-американского языкознания как науки. Первоначальную известность ему принесли работы по испано-американской диалектологии. Его «Чилийские исследования» (Chilenische Studien), опубликованные в 1891/1892-1892/1893 годах, представляют собой первое научное описание чилийского произношения и фонетики. Ленц с энтузиазмом относился к своему объекту исследования, который для него был настоящим открытием, абсолютной новинкой для Европы. Он обнаружил, что рото города и хуасо сельской местности выражают совершенно особые разновидности диалектов, настоятельно требующие научного описания.
Ленц также опубликовал новаторское исследование креольских языков Америки, а именно испанско-португальского пиджина «Папьяменто: Креольский язык Кюрасао», 1928).

### Язык мапуче
Родольфо Ленц сегодня считается одним из величайших авторитетов своего времени в изучении языка мапуче — мапудунгуна. В том же 1893 году он опубликовал свою статью «Вклад в знание испанского языка в Америке» (Beiträge zur Kenntnis des Amerikanospanischen). В этой работе Ленц, проанализировав демографическую эволюцию и историю чилийской культуры, описал фонологические системы языка мапуче и чилийского испанского, указав более десятка особенностей, которые, по его мнению, отличают чилийский испанский язык от остальных испанских диалектов, что являются результатом влияния субстрата на испанский.
Затем последовали такие работы, как «Арауканские исследования» (1895—1897) и «Испаноамериканская диалектология» (1933), в которых на материале испанских и арауканских языков Ленц развивал сравнительно-исторический метод. Он составил «Этимологический словарь чилийских слов, заимствованных из языков коренных народов» (Diccionario etimológico de las voces chilenas derivadas de lenguas indígenas, 1904—1910), основополагающий для лексикографии в Латинской Америке (доступен на сайте devochdelia.cl).

### Чилийский испанский

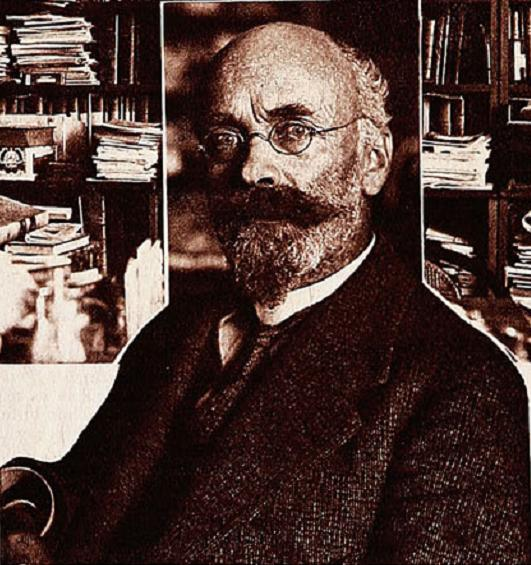
Родольфо Ленц в 1915 году

Научная деятельность Ленца способствовала развитию в Латинской Америке этнолингвистики и антропологической лингвистики. Вместе с тем выдвинутая им «индихенистская» или «арауканская теория» (сравнив фонетическую систему мапудунгуна с фонетической системой чилийского испанского, Ленц пришёл к выводу, что «народный испанский язык Чили — это в основном испанский с арауканскими звуками») подверглась критике как преувеличивавшая значение влияния субстрата на испанский язык Америки. Так, Амадо Алонсо считал, что часть общих черт, обнаруженных Ленцем, объясняется ошибками в методе исследования, а остальные — эволюцией, общую для многих диалектов испанского языка, независимых от влияния языка мапуче. Ученые того времени в большинстве своём сочли возражения Алонсо обоснованными и отвергли выводы Ленца.
В области чилийского фольклора работа Ленца также была новаторской: в 1894 году он опубликовал первую известную работу о поэтическом стиле «народной лиры» (Lira Popular) и способствовал формированию команды молодых фольклористов, составивших первое поколение в исследованиях народных культур. Среди его учеников выделялись Рамон Лаваль Альвиаль и Хулио Викунья Сифуэнтес, собравшие в первые два десятилетия XX века ценный материал о магических и религиозных традициях народа, балладах, народной поэзии, загадках, пословицах, мифах и традиционных легендах. Ленц также является автором «Сборника народной поэзии XIX века» (Colección de Poesía Popular del Siglo XIX) и важной статьи «О народной поэзии» (Sobre Poesía Popular), напечатанной в Сантьяго-де-Чили в 1919 году. Влияние его принципов и методов на педагогику распространилось на все отрасли исследований.